# José Antonio Escuredo
José Antonio Escuredo Raimóndez (* 19. Januar 1970 in Salt) ist ein ehemaliger spanischer Bahnradsportler.
José Antonio Escuredo war Spezialist für Kurzzeitdisziplinen auf der Bahn, international reüssierte er besonders in den Disziplinen Keirin und Teamsprint. Bis 2009 wurde er 31-mal spanischer Meister in verschiedenen Bahn-Disziplinen. 1995 hielt er für einige Wochen den Weltrekord im 1000-Meter-Zeitfahren.
Bei den UCI-Bahn-Weltmeisterschaften 2000 in Manchester belegte Escuredo gemeinsam mit seinen Mannschaftskollegen Salvador Meliá und José Antonio Villanueva Platz drei im Teamsprint; 2004 wurde er Vize-Weltmeister im Keirin sowie im Teamsprint (mit Meliá und Villanueva). 2006 wurde er erneut Vize-Weltmeister im Keirin. Zehnmal gewann Escuredo zudem Weltcuprennen.
Dreimal nahm José Antonio Escuredo an Olympischen Teilen teil, 1996, 2000 sowie 2004 in Athen, wo er die Silbermedaille im Keirin erringen konnte.
Im März 2010 erklärte Escuredo, der neben Joan Llaneras und  José Moreno Periñan zu den erfolgreichsten spanischer Bahnradsportlern zählte, seinen Rücktritt vom aktiven Radsport.